# 席爾馬赫山 (帕爾默地)
71°37′S 62°20′W / 71.617°S 62.333°W
席爾馬赫山（英語：Schirmacher Massif），是南極洲的山峰，位於帕爾默地，處於羅利山以西6公里，美國地質調查局在1974年繪入地圖，現時由南極條約體系管理。